# Frauenoberschule
Eine Frauenoberschule war ein Gymnasium zur Frauenfortbildung, auf dem vor allem naturwissenschaftliche, hauswirtschaftliche, sozialpädagogische und musisch-werkliche Fächer wie Handarbeit und Kochen unterrichtet wurden. Die ersten Frauenoberschulen als eigene Bildungseinrichtung entstanden 1926 aus den 1908 in Preußen begründeten „allgemeinen Frauenschulen“ und den 1911 entstandenen Oberlyzeen. Der Abschluss nach der 13. Klasse war das „Werkabitur“, das zum Besuch von Fachhochschulen und ab 1935 zum Besuch von Pädagogischen Hochschulen berechtigte. Im Jahre 1938 wurde dieser Abschluss dem Abitur gleichgestellt, seit den 1950er Jahren jedoch nur noch als Fachhochschulreife mit der Berechtigung zum Studium an Pädagogischen Hochschulen anerkannt. Um die allgemeine Hochschulreife zu erlangen, mussten die Absolventinnen eine Zusatzprüfung ablegen.
Die Österreichische Entsprechung der Frauenoberschule war das  Wirtschaftskundliche Realgymnasium. Dieses sollte den Mädchen neben wissenschaftlichen Fächern und nur einer Fremdsprache vor allem Kenntnisse in Kinderpflege, Schneidern, Kochen und Hauswirtschaft vermitteln. Seit 1927 war das Wirtschaftskundliche Realgymnasium 8-klassig. Ab dem Jahr 1935 wurde eine zweite Fremdsprache angeboten. 1962 erfolgte eine Umbenennung in „Wirtschaftskundliches Realgymnasium für Mädchen“. Erst 1988 wurde bei diesem Schultypus die geschlechtsspezifische Bezeichnung aufgegeben.
Im Volksmund wurde der Abschluss auf einer Frauenoberschule als Puddingabitur bezeichnet.